# Pulsnitzer Lebkuchenfabrik
Koordinaten: 51° 11′ 9,1″ N, 14° 0′ 39,6″ O

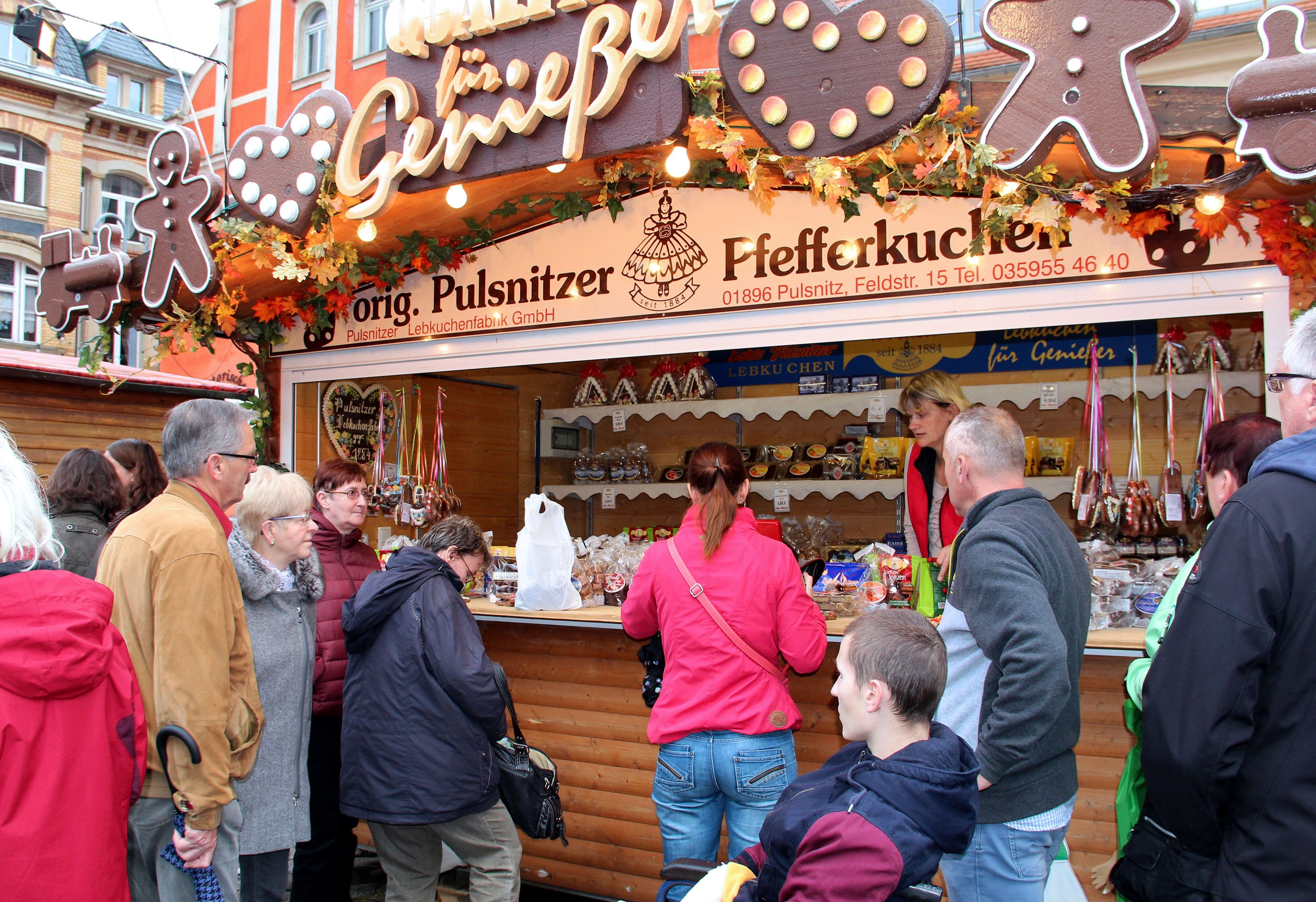
Stand der Pulsnitzer Lebkuchenfabrik GmbH auf dem Pulsnitzer Pfefferkuchenmarkt

Die Pulsnitzer Lebkuchenfabrik GmbH ist ein Hersteller von Pulsnitzer Pfefferkuchen und Varianten von Lebkuchen. Durch den typischen Charakter einer Fabrik zählt das Unternehmen damit nicht zu den Pfefferküchlereien der Stadt. Allerdings basieren auch hier die hergestellten Produkte, wie auch bei den acht kleineren Handwerksbetrieben (Pfefferküchlereien) in Pulsnitz, aus einem Lagerteig der in Holzfässern über mehrere Wochen reifen muss, bevor er verarbeitet wird.

## Geschichte

### Vor 1945
Die Lebkuchenfabrik wurde 1884 von Wilhelmine und Karl Abel in Dresden gegründet. In der Backröhre eines Küchenofen wurden die ersten Pfefferkuchen hergestellt. Karl Abel starb im Jahre 1890 und Wilhelmine Abel stellte Hermann Richter als Gehilfen ein um das Geschäft fortzuführen. Im Jahre 1892 heirateten Wilhelmine Abel und Hermann Richter, außerdem kaufte man ein Grundstück in Pulsnitz in der Königsbrücker Straße 3 und richtete dort eine Pfefferküchlerei ein. Am 27. Mai 1894 wurde Erich Richter geboren. Im Jahre 1907 verunglückte sein Vater tödlich. Erich Richter half seiner Mutter in der Pfefferküchlerei bis zum Ausbruch des Ersten Weltkrieges und erlernte den Beruf eines Konditors.
Am 1. Juli 1919 übernahm Erich Richter die Pfefferküchlerei und da die Rohstoffe zur Pfefferkuchenherstellung noch gesperrt waren, plante und baute er einen zweiten größeren Herd in die Backstube ein. Er hatte den Plan, die bisher manuell hergestellten Pfefferkuchen, maschinell und in größeren Stückzahlen zu fertigen und stellte dazu acht Gehilfen ein. Ein Erweiterungsbau war 1921 fertiggestellt und vergrößerte die Firma. Die Fabrikate wurden nun schon per Waggonladung versendet. Die Inflation brachte der Firma große wirtschaftliche Verluste ein. Erst 1926 konnte die Firma wieder an seine ehemaligen Erfolge anknüpfen und regelmäßig die Jahrmärkte der Region bedienen. Die Pfefferkuchen wurden unter dem Namen "Eri" (Erich Richter) im heimischen Geschäft und auf Märkten der Region angeboten, aber auch in das Ausland geliefert. Bereits damals gab es das Firmenlogo, welches eine "Tänzerin mit Herz" zeigt. Zusätzlich trug die Tänzerin noch den Schriftzug "Eri", welcher für den Firmeninhaber Erich Richter stand. 1933 erfolgte die Inbetriebnahme einer Drehbackmaschine. Damit konnte der Umsatz in vier Jahren um 600 Prozent gesteigert werden. Der Weihnachtsumsatz betrug dabei im Jahre 1936 ca. 78.000 Reichsmark. Im Jahre 1937 erfolgte der Umzug auf ein größeres Grundstück in Pulsnitz, Feldstraße 272c, später Feldstraße 15.
Auch hier setzte Erich Richter seine Pläne weiter um. Er kombinierte mehrere neu beschaffte Maschinen zu einer Backofenanlage, die eine Länge von 58 Meter hatte. Im Jahre 1940 kam noch eine Glasiermaschine hinzu und die Anlage wuchs auf 78 Meter. Eine Knetemaschine vervollständigte die Anlage 1942. Nun war es möglich bis zu 40 Zentner Pfefferkuchen, praktisch am laufenden Band, in neun Stunden Arbeitszeit zu produzieren. Alles industriell hergestellt, ohne von Hand berührt zu werden. Erich Richter meldete in dieser Zeit einige Patente an. Im Jahre 1942 betrug der Umsatz der Firma ca. 300.000 Reichsmark bei einem Personalstand von 25 Arbeitern.
Zum Ende des Zweiten Weltkrieges musste die Produktion fast eingestellt werden. Die meisten Arbeiter wurden zur Wehrmacht eingezogen und die Zuckerzuteilungen stark gekürzt. Erich Richter erkrankte und ein Nervenleiden konnte erst 1957 völlig geheilt werden.

### Nach 1945
Bis zum Jahre 1952 hatte Erich Richter drei Maschinen erfunden und gebaut um die Produktion weiter zu steigern. Im Jahre 1952 betrug die Produktion von Pfefferkuchen in mehreren Sorten und Verpackungen 200 Tonnen. 1958 waren 150 Arbeiter angestellt. Ab 1959 wurde die Firma ein halbstaatlicher Betrieb, welcher nun auch Kekse herstellte. Erich Richter entwickelte erneut mehrere Maschinen und meldete diese beim Patentamt an. Zum Beispiel waren das eine Maschine zur Herstellung von Keksschachteln, eine Gattersäge zum Aufschneiden gebackener Kuchen und eine weitere Maschine zum Aufschneiden von Spitzkuchen und Alpenbrot. Diese Maschinen trugen zur Steigerung der Produktion bei. Im Jahre 1952 wurden 200 Tonnen Gebäck und 1968 bereits 928 Tonnen Gebäck hergestellt.
In den folgenden Jahren wurden weitere Maschinen angeschafft, die Produktpalette erweitert und die Firma weiterhin als Kommanditgesellschaft geführt. Ab 1972 wurde auch die Firma Eri – Erich Richter vollständig verstaatlicht und in den VEB Dauerbackwaren Dresden integriert. Im Jahre 1974 verstarb Erich Richter und das bisher geführte Logo wurde geringfügig abgeändert.

### Nach 1989
Die Produktion von Pfefferkuchen und anderen Produkten lief auch während der Wende und nach der Wiedervereinigung weiter. Es wurde die Pulsnitzer Lebkuchenfabrik GmbH gegründet, welche unter der Geschäftsleitung von Herbert Cosmus stand und von der damaligen Treuhandanstalt als sanierungswürdig eingeschätzt wurde. Es wurden im September 1991 täglich ca. vier Tonnen Weihnachtsgebäck in sieben Sorten produziert. Es fehlte damals ein finanzkräftiger Investor, eine zweite Produktionslinie sowie ausreichend Lagerfläche. Anfang 1992 wurde die Pulsnitzer Lebkuchenfabrik GmbH von der Treuhandanstalt zum Verkauf angeboten. Im gleichen Jahr übernahm dann Dieter Frenzel mit seiner Frau Inge und Tochter Ines die Lebkuchenfabrik und führte diese nun als Familienbetrieb weiter.
Eine im Jahre 2008 angemeldete Insolvenz konnte bereits 2009 mit der erfolgreichen Sanierung des Unternehmens abgewendet werden. Die Produktion wurde in der gesamten Zeit uneingeschränkt fortgeführt.
2016 übernahm Ines Frenzel die Leitung.
Das Unternehmen ist mit einer durchschnittlichen Jahresproduktion von etwa 1.000 Tonnen das einzige Unternehmen dieser Größenordnung neben acht weiteren handwerklich betriebenen Unternehmen in Pulsnitz. Die Produkte der Firma werden in Deutschland angeboten und auch in verschiedene Staaten Europas und nach Amerika exportiert.

## Produkte
Zu den Haupterzeugnissen zählen
- „Gefüllte Schokoladenspitzen“
- „Honigkuchen“
- „Sächsische Soßen-Pfefferkuchen“
- „Pflastersteine“
- „Alpenbrot“ (ähnlich Magenbrot)
- „Schokoladenpfefferkuchen“
- Spruchherzen und Figuren
- Elisenlebkuchen
- Gewürzkuchen